# Merzdorf (Elbe-Elster)
Merzdorf ist eine Gemeinde im Landkreis Elbe-Elster im Süden von Brandenburg. Sie gehört dem Amt Schradenland mit Sitz in der Gemeinde Gröden an.

## Geografie
Merzdorf ist die kleinste der vier Schradenlandgemeinden und liegt im südöstlichen Teil des Landkreises Elbe-Elster in unmittelbarer Nähe der Stadt Elsterwerda.

Zu Merzdorf gehört der Wohnplatz Seifertsmühl.

## Geschichte

Merzdorf (1910)

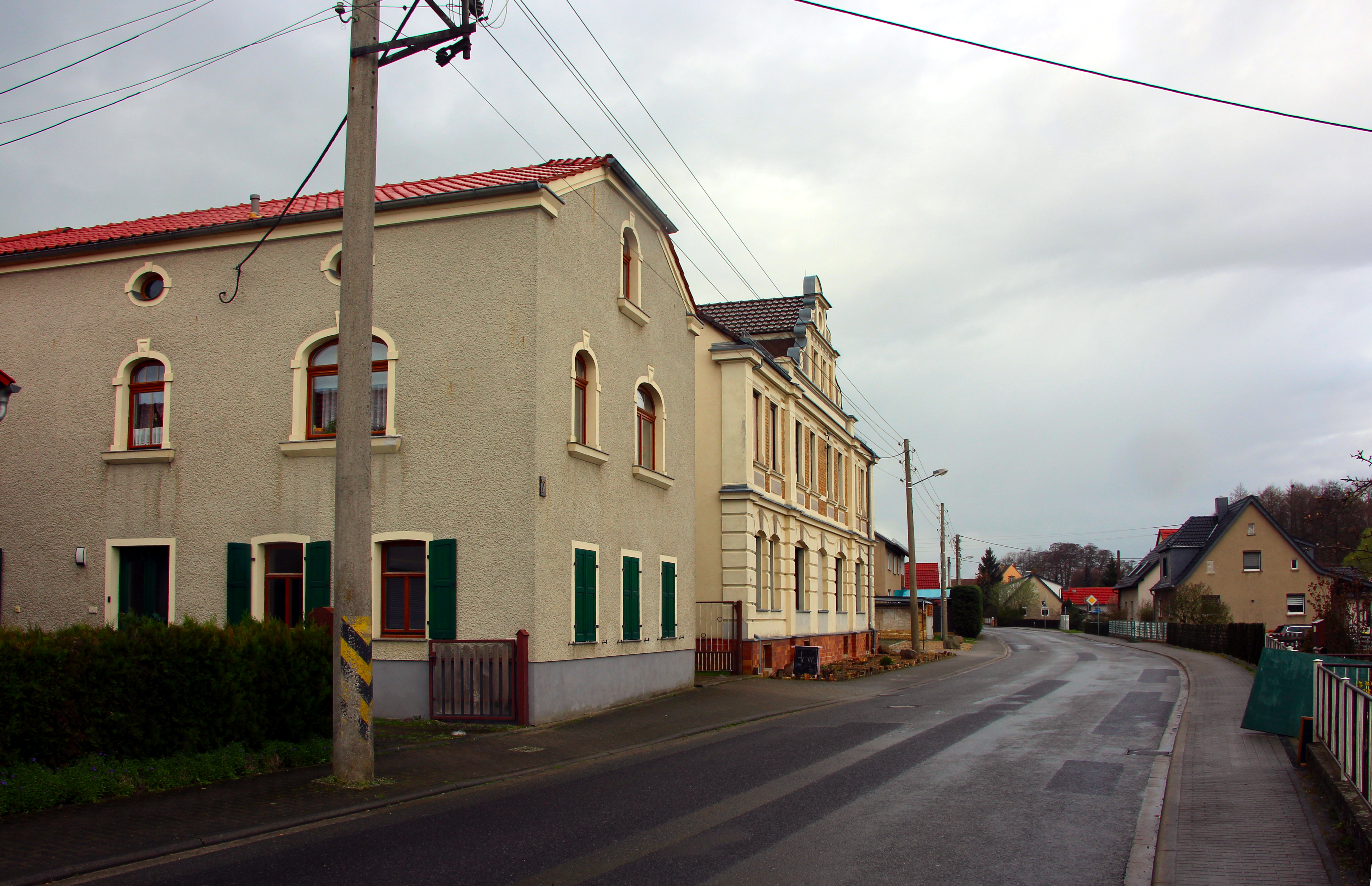
Ortrander Straße in Merzdorf

Merzdorf, früher auch Mertensdorf genannt, wurde 1406 als Mertinsdorff erstmals erwähnt. Der Name bedeutet Dorf des Martin/Mertin.
1580 wurde das Rittergut in Merzdorf, das sich ursprünglich im Besitz der Herren von Köckritz befand, an den Herrn Pflugk zu Frauenhain verkauft.
1610 kam es in den Besitz der Familie von Milckau, 1703 erwarb es Carl Gottfried Bose. Weitere Besitzer waren Hans Ramanus von Kirchbach (1703–1708), Heinrich Ehrenfried von Biesenroth (1708), Philipp Heinrich von Witzleben (1708–1718) und danach die Familie Schmidt, die das Gut bis 1819 behielt. Dann erwarb es Karl Oberweg, der es aber 1844 an den Freiherrn von Rochow verkaufte.
Die 1725 beantragte Umpfarrung zu Gröden wurde abgelehnt. Kirchlich gehörten Merzdorf und Seifertsmühl zu dem fünf Kilometer entfernten Frauenhain. Die Kinder von Merzdorf und Seifertsmühl wurden in Merzdorf von zwei Lehrern unterrichtet.
Bis zum Wiener Kongress 1815 gehörte Merzdorf zum Kurfürstentum bzw. Königreich Sachsen und war dem Amt Hayn (Großenhain) im Meißnischen Kreis zugeordnet. Dann wurde es wie große Teile des nördlichen Sachsens an das Königreich Preußen abgetreten und wurde dort als Teil des Kreises Liebenwerda in der Provinz Sachsen verwaltet. Kirchlich blieben die protestantischen Merzdorfer aber aufgrund ihrer Zugehörigkeit zum Kirchspiel Frauenhain Mitglieder der Evangelisch-Lutherischen Landeskirche Sachsens.
1827 wurden die Hutungspläne unter die 27 Besitzer verteilt. Für die Holznutzung im Schradenwald erhielt jeder Hüfner bei der Ablösung dieser Rechte 9½ Morgen Land im Merzdorfer Busch. Größere Brände gab es 1832 und 1833.
Am 1. Januar 1935 wurde das benachbarte Seifertsmühl nach Merzdorf eingemeindet.  Das Vorwerk Karlsborn wurde auch halbe Meile genannt, weil es genau so weit von Merzdorf entfernt liegt.
Nach Auflösung der Länder und Umgliederung der Kreise in der DDR 1952 gehörte Merzdorf zum Kreis Bad Liebenwerda im Bezirk Cottbus. Seit 1993 liegt die Gemeinde im brandenburgischen Landkreis Elbe-Elster.

## Bevölkerungsentwicklung
| Jahr | Einwohner |
| ---- | --------- |
| 1875 | 400       |
| 1890 | 450       |
| 1910 | 500       |
| 1925 | 553       |
| 1933 | 578       |
| 1939 | 891       |

| Jahr | Einwohner |
| ---- | --------- |
| 1946 | 1 207     |
| 1950 | 1 154     |
| 1964 | 1 130     |
| 1971 | 1 117     |
| 1981 | 1 112     |
| 1985 | 1 163     |

| Jahr | Einwohner |
| ---- | --------- |
| 1990 | 1 129     |
| 1995 | 1 075     |
| 2000 | 1 030     |
| 2005 | 0962      |
| 2010 | 0904      |
| 2015 | 0825      |

| Jahr | Einwohner |
| ---- | --------- |
| 2020 | 824       |
| 2021 | 800       |
| 2022 | 788       |
| 2023 | 805       |
| 2024 | 820       |

Gebietsstand des jeweiligen Jahres, Einwohnerzahl: Stand 31. Dezember (ab 1991), ab 2011 auf Basis des Zensus 2011, ab 2022 auf Basis des Zensus 2022

## Politik

### Gemeindevertretung
Die Gemeindevertretung von Merzdorf besteht aus zehn Gemeindevertretern und dem ehrenamtlichen Bürgermeister. Die Kommunalwahl am 9. Juni 2024 führte bei einer Wahlbeteiligung von 73,3 % zu folgendem Ergebnis:
| Partei / Wählergruppe                | Stimmenanteil | Sitze |
| ------------------------------------ | ------------- | ----- |
| Wählergruppe Freiwillige Feuerwehr   | 33,9 %        | 4     |
| Wählergruppe Sport                   | 23,2 %        | 2     |
| CDU                                  | 19,1 %        | 2     |
| Wählergruppe Seniorenverein Merzdorf | 13,8 %        | 1     |
| Wählergruppe Heimatverein Merzdorf   | 10,0 %        | 1     |

Von den Sitzen der Wählergruppe Freiwillige Feuerwehr bleibt einer unbesetzt, da die Wählergruppe nur vier Kandidaten zur Wahl aufgestellt hatte und Andreas Fiebak auch zum Bürgermeister gewählt wurde.

### Bürgermeister
- 1998–2019: Hartwin Zirm (CDU)[10]
- seit 2019: Andreas Fiebak (Wählergruppe Freiwillige Feuerwehr)[11]

Fiebak wurde in der Bürgermeisterwahl am 9. Juni 2024 ohne Gegenkandidaten mit 81,0 % der gültigen Stimmen für eine weitere Amtszeit von fünf Jahren gewählt.

## Sehenswürdigkeiten

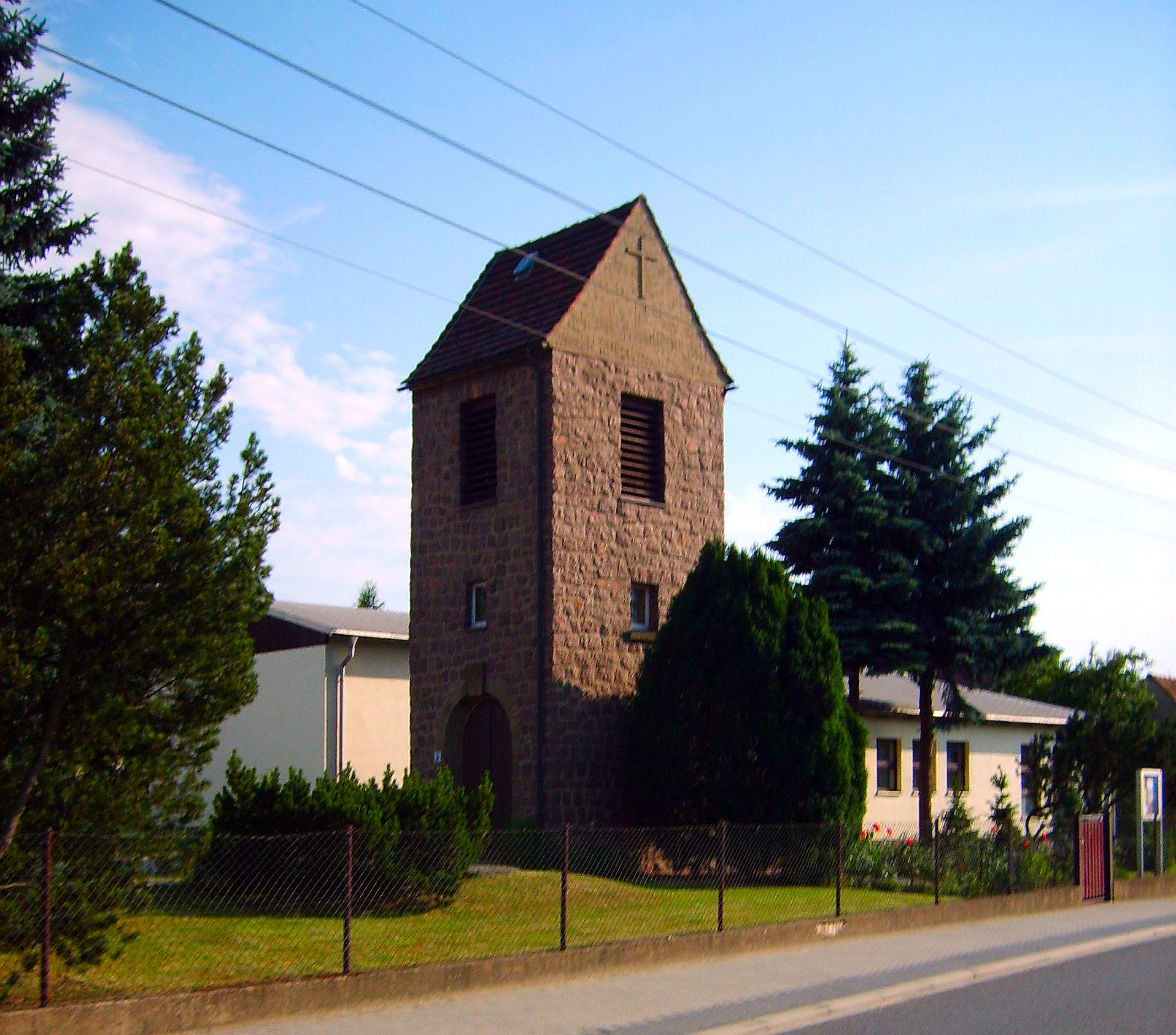
Gemeindezentrum Merzdorf

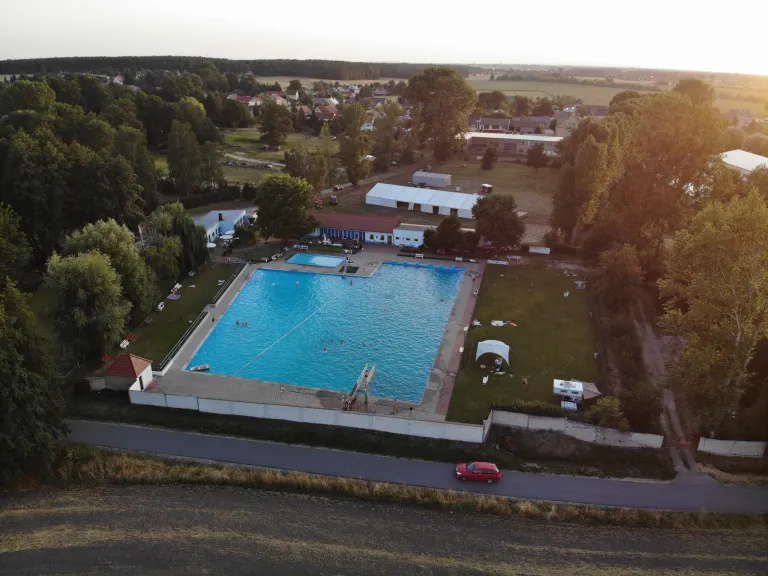
Freibad Merzdorf

In der Liste der Baudenkmale in Merzdorf und in der Liste der Bodendenkmale in Merzdorf (Elbe-Elster) stehen die in der Denkmalliste des Landes Brandenburg eingetragenen Kulturdenkmale.

## Wirtschaft und Infrastruktur
Die Landwirtschaft ist immer die Haupteinnahmequelle des Ortes gewesen. Merzdorf und Seifertsmühl produzierten noch Anfang der 2000er Jahre 1.000 t bis 3.000 t Zwiebeln pro Jahr, die hauptsächlich in die Städte in Sachsen verkauft wurden. Aber auch Gurken und Möhren wurden angebaut.

### Verkehr
Merzdorf liegt an der Landesstraße 59 zwischen Gröditz und Ortrand.
Die nächstgelegenen Bahnhöfe sind Prösen Ost und Frauenhain an der Bahnstrecke Berlin–Dresden. Sie werden von der Regionalbahnlinie RB 31
Elsterwerda-Biehla–Dresden bedient.

### Sport
In Merzdorf befindet sich ein Freibad, das sich als einziges in der näheren Umgebung seit seinem Bau erhalten konnte. Es entstand 1967/1968 auf dem Gelände eines Moores. Trotz der Schwierigkeiten, die der schlammige und moorige Untergrund Jahr für Jahr mit sich brachte, wurde das Freibad immer wieder instand gesetzt und weiterentwickelt.

## Söhne und Töchter der Gemeinde

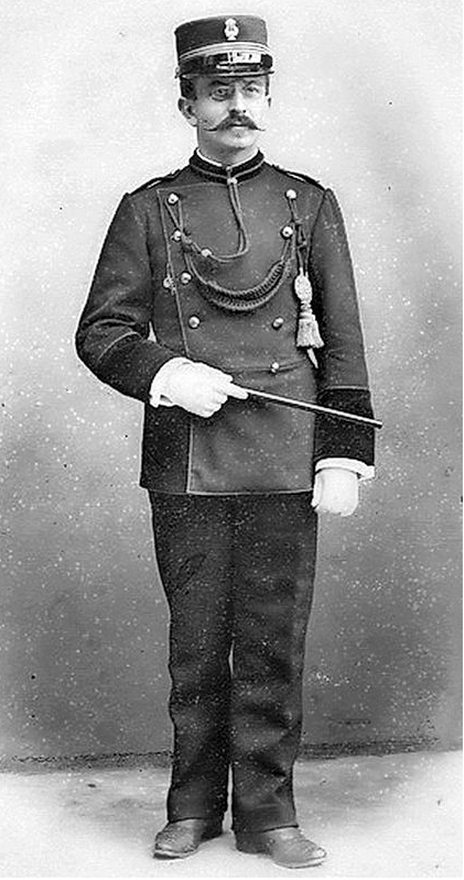
Otto Julius Hönicke

- Ernestine Lutze (1873–1948), Gewerkschafterin[13]
- Otto Julius Hönicke (1867–1943), Musiker, Dirigent und Kapellmeister[14]